# Omex
Omex é uma comuna francesa na região administrativa de Occitânia, no departamento dos Altos Pirenéus. Estende-se por uma área de 5,53 km². Em 2010 a comuna tinha 226 habitantes (densidade: 40,9 hab./km²).